# Törvénytisztelő polgár
A Törvénytisztelő polgár (eredeti cím: Law Abiding Citizen) 2009-ben bemutatott amerikai thriller. F. Gary Gray rendezte, a forgatókönyvet Kurt Wimmer írta. A főszereplők Jamie Foxx és Gerard Butler.
Észak-Amerikában 2009. október 16-án mutatták be a mozikban.

## Cselekmény
Clyde Sheltonnak tehetetlenül végig kell néznie, ahogy a házába betörő támadók brutálisan meggyilkolják feleségét és kislányát. Nick Rice ügyész közbenjárásával vádalkut kötnek és az egyik bűnös enyhe ítélettel megússza tettét. Az igazságszolgáltatásban csalódott Clyde úgy dönt, bosszút áll – nem csupán a gyilkosokon, hanem mindenkin, aki közreműködik egy igazságtalan rendszer fenntartásában.

## Szereplők
| Színész             | Szerep                  | Magyar hang       |
| ------------------- | ----------------------- | ----------------- |
| Jamie Foxx          | Nick Rice               | Kálid Artúr       |
| Gerard Butler       | Clyde Alexander Shelton | Széles László     |
| Colm Meaney         | Dunnigan nyomozó        | Haás Vander Péter |
| Michael Irby        | Garza nyomozó           | Láng Balázs       |
| Bruce McGill        | Jonas Cantrell          | Barbinek Péter    |
| Regina Hall         | Kelly Rice              | Agócs Judit       |
| Emerald-Angel Young | Denise Rice             | Kardos Lili       |
| Leslie Bibb         | Sarah Lowell            | Roatis Andrea     |
| Gregory Itzin       | Inger börtönigazgató    | Forgács Gábor     |
| Christian Stolte    | Clarence James Darby    | Bácskai János     |
| Annie Corley        | Laura Burch bírónő      | Andresz Kati      |
| Richard Portnow     | Bill Reynolds           | Melis Gábor       |